# Dekanat bródnowski
Dekanat bródnowski — dekanat diecezji warszawsko-praskiej. W jego skład wchodzi 8 parafii i 1 ośrodek duszpasterski:
| Lp | Miejscowość / parafia                                        | Proboszcz / administrator    | Zdjęcie |
| -- | ------------------------------------------------------------ | ---------------------------- | ------- |
| 1  | Warszawa św. Mateusza                                        | o. Przemysław Śliwiński CP   |         |
| 2  | Warszawa św. Michała Archanioła                              | ks. Artur Szajko             |         |
| 3  | Warszawa św. Włodzimierza                                    | ks. Marek Twarowski          |         |
| 4  | Warszawa św. Faustyny                                        | ks. prałat Ryszard Ladziński |         |
| 5  | Warszawa Matki Bożej Różańcowej                              | ks. Robert Rafał Szewczyk    |         |
| 6  | Warszawa św. Jadwigi                                         | o. Kazimierz Szałaj SVD      |         |
| 7  | Warszawa św. Marii Magdaleny                                 | ks. prałat Wojciech Zdun     |         |
| 8  | Warszawa ośrodek duszpasterski Chrystusa Najwyższego Kapłana | ks. Justyn Ziembiński        |         |
| 9  | Warszawa św. Szczepana                                       | ks. Marek Paska              |         |

stan na dzień 01.06.2021